# Prima Bătălie de la Tapae
Înainte de războaiele daco-romane la Tapae au avut loc două bătălii: una în anul 87 și a doua în 88.

## Cadrul
În 86, regele dac Duras și-a trimis trupele la sud de Dunăre în provincia romană Moesia.
După acest atac, împăratul roman Domițian a venit personal în această provincie, reorganizând-o în Moesia Inferior și Moesia Superior. Aici a plănuit un viitor atac asupra Daciei.

## Eșecul militar al generalului Cornelius Fuscus (87)
Prima luptă de la Tapae ar fi avut loc, potrivit mărturiilor istorice, în anul 87 A.D.
Se zvonește ca înainte de această primă bătălie, Decebal, văzând numărul mare al forțelor armate romane, a propus încheierea unui tratat de pace cu romanii, însă a fost refuzat. Atunci, Decebal a trimis o nouă solie, cu înștiințarea că de-i vor cere lui romanii pe viitor pace, nu o va da decât în schimbul unui tribut de doi oboli pe an de fiecare cap de roman din imperiu. Se pare că la acest zvon Cornelius Fuscus a luat atunci insulta asupra sa și că a decis să intre — pe cât de furios, pe atât de imprudent — în Dacia, spre a-l pedepsi pe Decebal.
La ordinele împăratului Domițian, generalul Cornelius Fuscus a traversat Dunărea - se presupune - într-un final, cu cinci legiuni romane. Pe baza documentelor și mărturiilor scrise, se pare că Fuscus a fost atacat din toate părțile, iar armata lui a copleșit sub presiunea Dacilor. Înainte de a fi ucis, Fuscus a făcut o ultimă încercare de a-și ridica oamenii, dar legiunile sale nu au fost decât împrăștiate și zdrobite, în special Legiunea V Alaudae.
Stindardul de luptă, faimosul Vulturul Roman, a fost pierdut iar Dacii au capturat steagurile și mașinile de luptă ale romanilor.
Având un astfel de temperament impulsiv, înțelegem cum Fuscus a putut fi atras în cursă și sfărâmat, de cumintele, socotitul și plinul de resurse strategice, Decebal al Dacilor.

## Bătălia din 88
Producând o puternică impresie la Roma, înfrângerea nu putea rămâne nerăzbunată, astfel încât, în anul următor (88) este numit la conducerea operațiunilor Tettius Iulianus, fost consul, un general prudent și experimentat. Acesta, cunoscând mai bine geografia zonei, alege să treacă Dunărea în zona Defileului și să înainteze prin Banat, pe culoarul Timiș-Cerna. Avea cu el peste 50.000 militari (legiunile I și II Adiutrix, I Italica, IV Flavia Felix, V Macedonica, VII Claudia, XIII, XIV și XV Gemina).
Decebal a organizat un dispozitiv defensiv în punctul de trecere din defileul Bistrei (Poarta de Fier a Transilvaniei), loc numit Tapae de către daci.
De această dată, superioritatea numerică a armatei romane a permis obținerea victoriei. Iată cum relatează istoricul Cassius Dio acele evenimente în „Istoria romană”: 
„În vremea războiului dacic s-au întămplat următoarele evenimente demne de a fi pomenite. Iulianus, rînduit de împărat cu conducerea războiului, printre alte măsuri, luă pe aceea de a-i obliga pe soldați să scrie pe scuturi numele lor și ale centurionilor, pentru a se deosebi mai lesne cei ce se vor arăta viteji de cei cu purtare mișelească. Și dînd lupta cu dușmanii la Tapae, măcelări pe mulți dintre ei. Între dușmani se afla și Vezina, care venea, cu demnitate, îndată după Decebal; pentru că nu putea scăpa cu fuga, el se trînti la pămănt, ca și cum ar fi murit; și astfel rămase nebăgat în seamă. Iar în toiul nopții a fugit. Decebal se temu ca romanii victorioși să nu pornească spre capitala lui. De aceea tăie copacii din preajma lor [la o oarecare înălțime] și puse arme pe trunchiuri, pentru ca romanii să creadă că sînt soldați și să se retragă înspăimîntați. Ceea ce s-a și întămplat”.
Această stratagemă ilustrează ingeniozitatea lui Decebal, dar probabil și pierderile părții romane fuseseră considerabile, astfel încît Tettius Iulianus a decis retragerea.
Ca răsplată pentru victoria din Dacia și ca recunoaștere a experienței sale în războaiele cu dacii, Tettius Iulianus a fost numit comandant al provinciei Moesia Superior.
Domitian nu a valorificat această victorie, solicitînd încheierea unui tratat de pace care se va dovedi avantajos pentru daci, căci după cum scrie Cassius Dio: „ împăratul fără întîrziere dădu lui Decebal nu numai însemnate sume de bani, dar și meșteri pricepuți la felurite lucrări folositoare în timp de pace și de război”.
Decebal a devenit rege clientelar al Romei, primind subsidii și specialiști militari (pentru arme, mașini de luptă și fortificații). Acest acord de pace a fost dezavantajos pentru Imperiul Roman, deoarece consolida puterea regatului dac.

## Urmări
După pacea din 89, Decebal a devenit un rege client al Romei, primind bani, meșteri și mașini de război, pentru a apăra granițele imperiului. Unii istorici consideră că această pace nefavorabilă romanilor a provocat asasinarea lui Domițian în septembrie 96.
Decebal, în loc să folosească banii așa cum doreau romanii, a hotărât să înceapă construcția unor noi cetăți în munți, în puncte strategice importante, și să le întărească pe cele deja existente. Acesta a fost unul dintre motivele pentru atacul roman din 101, sub împăratul Traian.